# Pyreneisk groda
Pyreneisk groda (Rana pyrenaica) är en art i familjen äkta grodor som tillhör ordningen stjärtlösa groddjur.

## Utseende
Den pyreneiska grodan har en ryggsida som vanligtvis är färgad i beige och olivgrått med svaga, mörkare markeringar. Vissa individer kan ha en mer rödaktig grundfärg. Undersidan är blek med gråaktigt skär strupe. Själva magen är gulaktig under våren och blåaktig under sommaren, medan undersidan av de simhudsförsedda bakbenen är röd under parningstiden. Fotrotsknölen på den innersta baktån är flack, mellan 1/4 och 1/2 av tåns längd. Ögonen är guldgula med mörka fläckar. Huvudet är brett, med liten trumhinna. Hanen kan bli upp till 46 mm lång, honan 51 mm.

## Vanor
Grodan lever på höjder mellan 800 och 2 100 m i och nära bergsbäckar med stenig botten och kyligt, syrerikt vatten. Den kan även förekomma i diken, vattentråg och regnvattenpölar. Det är främst de vuxna djuren som är akvatiska, medan ungdjuren håller sig på stränderna. Det är en dagaktiv groda, som är inaktiv under augusti till januari. Den har ett svagt, grymtande läte.

### Fortplantningen
Leken, som sker i samma vatten som grodan lever i, börjar strax efter snösmältningen, i februari till april. Honan lägger upp till 150 ägg i en seg slemklump under stenar, i sprickor och på botten av lågströmta vattendrag.

## Utbredning
Grodan finns endast på sydsluttningen av västra centrala Pyreneerna i Spanien och Frankrike.

## Status
Grodan är klassificerad som starkt hotad ("EN", underklassificering "B1ab(ii,iii,iv)") och populationen minskar, främst till följd av eutrofieringen av vattnen där den lever, torka, inplantering av ädelfisk samt habitatsförlust till följd av turismindustrin och vägbyggnad. Skogsavverkning och klimatförändringar kan också spela roll.